# Trabulsiella
Genre
Trabulsiella est un genre de bacilles Gram négatifs (BGN) de la famille des Enterobacteriaceae. Son nom fait référence au microbiologiste Luiz R. Trabulsi en hommage à ses travaux portant sur les pathogènes digestifs de la famille des Enteobacteriaceae.

## Taxonomie
Ce genre est créé en 1991 pour recevoir l'espèce Trabulsiella guamensis apparentée aux Salmonelles et auparavant désignée sous le nom de « Enteric group 90 ».
Jusqu'en 2016 il était rattaché par des critères phénotypiques à la famille des Enterobacteriaceae. Malgré la refonte de l'ordre des Enterobacterales par Adeolu et al. en 2016 à l'aide des techniques de phylogénétique moléculaire, Trabulsiella reste dans la famille des Enterobacteriaceae dont le périmètre redéfini compte néanmoins beaucoup moins de genres qu'auparavant.

## Liste d'espèces
Selon la LPSN (6 novembre 2022) :
- Trabulsiella guamensis McWhorter et al. 1992 – espèce type
- Trabulsiella odontotermitis Chou et al. 2007